# Gränsjön (Linde socken, Västmanland)
Gränsjön är en sjö i Lindesbergs kommun i Västmanland och ingår i Norrströms huvudavrinningsområde. Sjön är 27 meter djup, har en yta på 1,95 kvadratkilometer och är belägen 183 meter över havet. Sjön avvattnas av vattendraget Hammarskogsån (Gränshytteån). Vid provfiske har bland annat abborre, gärs, gädda och lake fångats i sjön.

## Delavrinningsområde
Gränsjön ingår i det delavrinningsområde (662431-145525) som SMHI kallar för Utloppet av Gränsjön. Medelhöjden är 209 meter över havet och ytan är 11,38 kvadratkilometer. Räknas de 3 avrinningsområdena uppströms in blir den ackumulerade arean 32,45 kvadratkilometer. Hammarskogsån (Gränshytteån) som avvattnar avrinningsområdet har biflödesordning 3, vilket innebär att vattnet flödar genom totalt 3 vattendrag innan det når havet efter 239 kilometer. Avrinningsområdet består mestadels av skog (67 procent). Avrinningsområdet har 1,95 kvadratkilometer vattenytor vilket ger det en sjöprocent på 17,2 procent.

## Fisk
Vid provfiske har följande fisk fångats i sjön:
- Abborre
- Gärs
- Gädda
- Lake
- Löja
- Mört
- Siklöja